# Louis Hillier
Ne doit pas être confondu avec Louis Hillier (botaniste).
Pour les articles homonymes, voir Hillier.
Louis Hillier, né à Liège le 22 juillet 1868 et mort à Paris 17e le 11 août 1960, est un musicien franco-belge wallon. 

## Biographie
Louis Hillier reste très connu en Belgique pour avoir composé en 1901, Le Chant des Wallons, choisi en 1998 comme hymne officiel de la Wallonie, sur des paroles de Théophile Bovy, père de la comédienne Berthe Bovy.
Il compose entre la fin de la Première Guerre mondiale et la fin des années 1920 une série de pièces représentées d'abord en Belgique, puis au théâtre des Belges de Paris, le théâtre Albert 1er, dirigé par son librettiste attitré Yoris d'Hanswick. Juste après la guerre, il est chef d'orchestre au Casino de Paris.

## Quelques œuvres
- Serpentine pour violon et piano, dédiée à la violoniste Irma Sèthe et éditée en 1897[2].
- Feue Palmyre : opérette-bouffe en 1 acte , livret Pierre d'Amor et Léo Diensis ; musique de Louis Hillier, 1904.
- Les Sept baisers capitaux, sur un livret d'Yoris Hanswick et Paul de Wattyne. Création au théâtre Impérial le 30 mai 1919.
- Celui qui tient la lampe, sur un livret d'Yoris Hanswick et M. Rex. Création au théâtre Albert 1er le 24 novembre 1921
- Je m'suis donnée, opérette en 3 actes, sur un livret d'Yoris Hanswick et Alfred Gragnon. Création à La Cigale le 1er mai 1926
- Qui ? ou La Vierge des 4 Z'arts, comédie musicale en 3 actes. Livret et Lyrics de Léo Diensis. Création à la Gaîté Rochechouart le 1er juin 1929.
- Coup double, livret de Barga et Marcellus, crée en février 1931 au Théâtre de l’Horloge